# 悉尼·格林斯特里特
悉尼·格林斯特里特（英語：Sydney Greenstreet，1879年12月27日—1954年1月18日）是好莱坞最具有智慧的演员之一，曾因出演《马耳他之鹰》而获奥斯卡奖提名。他最著名的演出之一还包括在《北非谍影》中饰演法拉利一角。

## 生平
格林斯特里特出生于英国，他是家中8个孩子之一。18岁那年雄心勃勃的格林斯特里特离开家前往远在亚洲的斯里兰卡做了一名茶叶种植者，然而一场干旱毁掉了他想做一名商人的计划并迫使他回到了英国。回国后他尝试了许多种不同的工作，比如说管理酿酒厂，而晚上他则跟一名表演莎士比亚戏剧的演员学习。1902年，他在一出关于夏洛特·福尔摩斯的戏剧中饰演杀手，由此第一次登上了舞台。然后跟随莎士比亚剧团在英国进行了两年的巡游演出，这两年中他获得了大量宝贵的舞台经验。1905年又跟随他们去了美国，这一年他第一次走上了百老汇的舞台。在接下来的三十年中，他成为了一个多才多艺的舞台剧演员，能够轻松地在音乐喜剧和莎士比亚戏剧之间进行转换。他常常在英国和美国之间来回跑，30年代时经常出现在纽约的舞台之上。格林斯特里特是一个颇为传统的舞台剧演员，在大约长达30年的时间里多次有人邀请他出演电影但是都被拒绝了。最终，他在1940年他在洛杉矶演出时有人跟他讨论一部电影《马耳他之鹰》，第二年已经62岁的格林斯特里特和亨弗莱·鲍嘉合作出演了自己的第一部电影，后来马耳他之鹰成为一部经典的黑色电影。华纳兄弟公司很快就跟他签下来一份合同，这使得他在接下来的一段时间里非常忙碌。第二年他有出演了《北非谍影》，这部影片的男主角依然是鲍嘉。虽然格林斯特里特的演艺生涯只有不长的8年，但是这段时间中他拍摄了许多影片。一生之中格林斯特里特拍摄了23部影片，他的最后一部电影拍摄于1949年，是同詹姆斯·斯图尔特合作主演的。1952年他宣布退休，两年之后就因为糖尿病和肾脏炎症离世。